# Зачем беспокоиться?
«Зачем беспокоиться?» (англ. Why Worry?) — американский немой комедийный фильм 1923 года, снятый Фредом Ньюмейером и Сэмом Тейлором с Гарольдом Ллойдом в главной роли.

## Сюжет
Гарольд Ван Пелхем (Гарольд Ллойд) — молодой и богатый американский бизнесмен, одержимый собственным здоровьем. Он полагает, что смертельно болен, хотя на самом деле совершенно здоров. Решив улучшить свое физическое состояние с помощью длительного отдыха в «тропическом» климате, Гарольд путешествует на пассажирском корабле со своим камердинером, мистером Пиппсом (Уоллес Хоу) и личной медсестрой (Джобина Ролстон). Судно направляется из Калифорнии на Парадизо, маленький остров у побережья Чили. Но оказавшись на Парадизо, Гарольд не находит покоя и уединения; вместо этого он оказывается в центре революции против островной республики. Восстание организует и подстрекает Джим Блейк (Джеймс Мейсон), жадный «ренегат» из Соединенных Штатов, который хочет свергнуть правительство Парадизо «для продвижения своих собственных финансовых интересов».
Будучи разделённым с камердинером и медсестрой, Гарольд бродит по главному городу острова, вначале не обращая внимания на тот факт, что произошло вооруженное восстание. Однако Блейк делает так, что сбитый с толку ипохондрик оказывается в местной тюрьме. Там Гарольд попадает в камеру к Колоссо (Джон Аасен), высокорослому заключенному, которого надзиратель описывает как «дикого отшельника» и «наполовину сумасшедшего от ужасной зубной боли». Сокамерники планируют побег, и Гарольд впоследствии помогает Колоссо, вырывая его больной зуб. Избавившись от страданий, гигант обещает вечную благодарность Гарольду и клянется исполнить любую его волю. Гарольд заявляет, что боевые действия и социальные волнения на острове «вредны для его сердца» и должны быть прекращены, поэтому он и Колоссо вместе с медсестрой Гарольда побеждают Блейка и его приспешников, подавляя революцию. Эти действия окончательно убеждают Гарольда в том, что он на самом деле вполне здоров и ему больше не нужно ежедневно беспокоиться о своем здоровье или принимать ряд ненужных ему лекарств. Преисполненный жизненных сил он покидает Парадизо вместе с Колоссо и медсестрой. Трое садятся на корабль, направляющийся в Соединенные Штаты, и предположительно воссоединяются на судне с мистером Пиппсом (который появляется в конце фильма). По возвращении Гарольд и его медсестра вступают в брак; Колоссо находит работу — он становится дорожным полицейским.

## В ролях
- Гарольд Ллойд — Гарольд Ван Пелхем
- Джобина Ралстон — медсестра Гарольда
- Джон Аасен (англ. John Aasen) — Колоссо (указан как Johan Aasen)
- Уоллес Хоу (англ. Wallace Howe) — мистер Пиппс, камердинер Гарольда
- Джеймс Мейсон (англ. James Mason) — Джим Блейк
- Лео Уайт — Могучий Геркулес
- Гейлорд Ллойд (англ. Gaylord Lloyd) — человек
- Марк Джонс (англ. Mark Jones) — капитан кавалерии

## Производство
Фильм стал последним, созданным Ллойда с Хэлом Роучем. В декорациях деревни, использованных в фильме, Роуча примерно в то же время снимал короткометражный фильм «Псы войны» из сборника «Пострелята», в котором в качестве приглашённых звёзд появились Ллойд и Джобина Ролстон. Ллойд и Роуч расстались в хороших отношениях, поскольку их пути просто разошлись, и Ллойд, скопивший достаточно денег, желал финансировать свои фильмы самостоятельно. Это был также первый фильм Ллойда, в котором главную роль сыграла Ролстон. Она появится в его следующих пяти фильмах.
В оригинальном сценарии фильма главный герой должен был отправиться в Мексику вместо вымышленного острова Парадизо. Ллойд внес изменения в ответ на опасения, что использование Мексики в качестве обстановки закрепит несправедливые стереотипы.
Изначально на роль Колоссо был выбран Джордж Аугер, также известный под сценическим псевдонимом «Кардиффский гигант», из цирка братьев Ринглинг. К несчастью, Аугер умер за день до того, как отправиться в Калифорнию на съёмки. После общенационального поиска замены роль получил норвежец Джон Аасен из Миннесоты. Как сообщалось, Аасен был найден по газетной статье об огромном размере его обуви.
Распространением фильма занималась компания Pathe Exchange при содействии дистрибьюторской компании Associated Exhibitors.

## Отзывы
Комедия была популярна среди зрителей в 1923 году и получила положительные отклики рецензентов. Журнал Variety, как и другие ведущие издания индустрии развлечений того периода, не только похвалило уровень юмора, но и отметило неизменно высокое качество работы Ллойда.
Film Daily, другое известное издание 1923 года, также высоко оценило фильм, хотя и не поставила его на один уровень с другой комедией Ллойда, «Безопасность прениже всего!», которая вышла всего на пять месяцев раньше. Рецензент The New-York Evening Post также высоко оценил фильм, но, сравнивая его с ранними работами Ллойда, в первую очередь, с «Бабушкин внучок» (1922), посчитал комедию менее умной и уточнённой.